# Boletim técnico militar
Boletim técnico militar (em sérvio:  Војнотехнички гласник / Vojnotehnički glasnik), (em inglês:  Military Technical Courier) é um multidisciplinar peer-revista científica publicada trimestralmente pelo Universidade de Defesa em Belgrado. É uma ciência focada revista militar cobrindo uma ampla gama de temas científicos, profissionais e técnicos. Seus artigos são dedicados a fundamental e ciência e aplicados P & D aplicável em ciência militar, bem como realizações técnicas práticas no campo.
Os proprietários do jornal são o Ministério da Defesa e o Exército sérvio.

## Escopo
O foco e escopo da revista são:
- tecnologias militares e ciências aplicadas
- matemática
- mecânica
- ciências da computação
- materiais
- tecnologia química
- eletrônicos
- telecomunicações
- ISTO
- Engenharia Mecânica

## História
A primeira edição impressa do Boletim técnico militar foi publicado em 1 de Janeiro de 1953. Antes de seu lançamento, cinco irregularmente publicados revistas (Boletim artilharia, Tanque boletim, Militar engenharia boletim, Boletim das comunicações do Exército Jugoslavo e Logística e suporte do Jugoslava exército) usado para cobrir temas militares entre 1947 e o início de 1953. Este jornal mensal regular, o Boletim técnico militar, tinha cerca de 1.000 páginas por ano.
O Boletim focada em diferentes áreas tecnológicas de interesse para o Exército (por exemplo, militares, engenharia, comunicações, etc.), bem como nos serviços militares e as questões organizacionais (por exemplo, logística, suprimentos e provisões, transporte, tópicos médicos e veterinários, educação e formação, etc). As notícias e os relatórios de exércitos estrangeiros tecnológico mais recente foram dadas em seções separadas.
Entre 1958 e 1973, Boletim técnico militar reflete as mudanças nos ramos e serviços do Exército através da introdução de novas seções em motores, revisão, combustíveis, foguete técnica, armas, munições, munição, corrosão proteção, equipamento de protecção e bombeiros, geodésia, normas, etc. suplementos sobre temas específicos foram frequentemente publicados.
O Journal tem sua forma impressa e electrónica. A primeira edição electrónica do Boletim técnico nilitar apareceu na Internet em 1 de Janeiro de 2011. Todos os artigos são revistos por pares. O Ministério da Educação, Ciência e Desenvolvimento Tecnológico da República da Sérvia incluiu o Boletim técnico militar em seus relatórios de avaliação nas seguintes áreas: matemática, mecânica, ciências da computação, eletrônica, telecomunicações, engenharia mecânica, ciência dos materiais, tecnologia química e de TI.

## Editors
Dragan Pamučar e Nebojša Gaćeša.
Ex-editores do Boletim técnico militar:
- Coronel Dobrivoje Avramović (Não 1/1953 e de Não 7/1960 como Não 9/1960),
- Coronel Vojislav M. Ilić (de Não 2/1953 como Não 6/1960),
- Coronel Zdravko Verbić (de Não 10/1960 como Não 5/1966),
- Coronel Slavko Čolić (de Não 6/1966 como Não 7/1968),
- Coronel Radisav Brajović (de Não 8/1968 como Não 6/1973),
- Coronel Stanimir Ćirić (de Não 1/1974 como Não 3/1974),
- Tenente coronel Nikola Zorić (de Não 4/1974 como Não 3/1978),
- Coronel Miroslav Ćojbašić (de Não 4/1978 como Não 6/1989 e de Não 3-4/1994 como Não 2/2000),
- Coronel Tomislav Štulić (de Não 1/1990 como Não 6/1991),
- Coronel Živojin Grujić MSc (de Não 1/1992 como Não 6/1993),
- Tenente coronel Vladimir Ristić (de Não 1/1994 como Não 2/1994),
- Coronel Stevan Josifović (de Não 3/2000 como Não 1/2007),
- Dragan Pamučar PhD (de Não 3/2021 como Não 3/2024),
- Tenente coronel Nebojša Gaćeša MSc (de Não 2/2007),
- Coronel Dragan Trifković PhD (de Não 4/2024).[4]

## Política de publicação
Boletim técnico militar é um acesso aberto revista, o que significa que todo o conteúdo está disponível gratuitamente, sem custo para o usuário ou seu / sua instituição. Os usuários têm permissão para ler, copiar, copiar, distribuir, imprimir, pesquisar, ou link para os textos completos dos artigos, ou utilizá-los para qualquer outro propósito legal, sem pedir permissão prévia do editor ou o autor. Isto está de acordo com o BOAI definição de acesso aberto. Ele usa a licença Creative Commons Attribution (CC BY). Ele é indexado pelo Directory of Open Access Journals (DOAJ).

## Indexações
- SCOPUS[9]
- DOAJ[10]

## Prêmios
Por suas contribuições para o Exército, os Boletim técnico militar foi premiado em várias ocasiões (em 1977, recebeu a Ordem do Mérito Militar com grande estrela; em 2002, a Ordem do Jugoslava 3º Exército Classe para seu 50º aniversário e em 2012 com o Memorial Militar Medalha).

## References
1. 1 2  «Vtg». Sistema ASSISTANT para edição e publicação online de revistas. Consultado em 31 de dezembro de 2020
2. ↑  Site oficial da revista http://www.vtg.mod.gov.rs/about-journal.html
3. ↑  Gacesa, N., 65 years of the Military Technical Courier: Acknowledgments, http://scindeks.ceon.rs/article.aspx?artid=0042-84691703591G
4. 1 2 3  Gaćeša, Nebojša N. (2012). «Sixty years of the Military technical courier: A jubilee in sight». Vojnotehnički glasnik. 60 (1): 7–13. ISSN 0042-8469. Consultado em 19 de novembro de 2017
5. ↑  Site oficial do Ministério da Educação e Ciência da República da Sérvia http://www.mpn.gov.rs/casopisi/
6. ↑  Site oficial da revista http://www.vtg.mod.gov.rs/editorial-team.html
7. ↑  «Romeo: ISSN 2217-4753». SHERPA
8. ↑  «ISSN 2217-4753». DOAJ
9. ↑  «Source details». SCOPUS
10. ↑  «Military Technical Courier». DOAJ